# Moskauer Nationale Forschungsuniversität für Bauwesen
Die Föderale Staatliche Hochschulbildungseinrichtung Moskauer Nationale Forschungsuniversität für Bauwesen (MGSU; russisch Национальный исследовательский Московский государственный строительный университет Nazionalnyj issledowatelskij Moskowskij gossudarstwennyj stroitelnyj uniwersitet, englisch auch Moscow State University of Civil Engineering (MSUCE)) ist eine von dem Staat Russland unterhaltene Universität für das Bau- und insbesondere das Bauingenieurwesen mit Hauptsitz in Moskau. Die 1921 gegründete Lehr- und Forschungseinrichtung mit zehn Instituten, mehr als 50 Dezernaten und über 18000 Studenten ist laut eigenem Bekunden aktuell (Stand: Juni 2015) die führende Universität ihrer Art in der Russischen Föderation.

## Geschichte

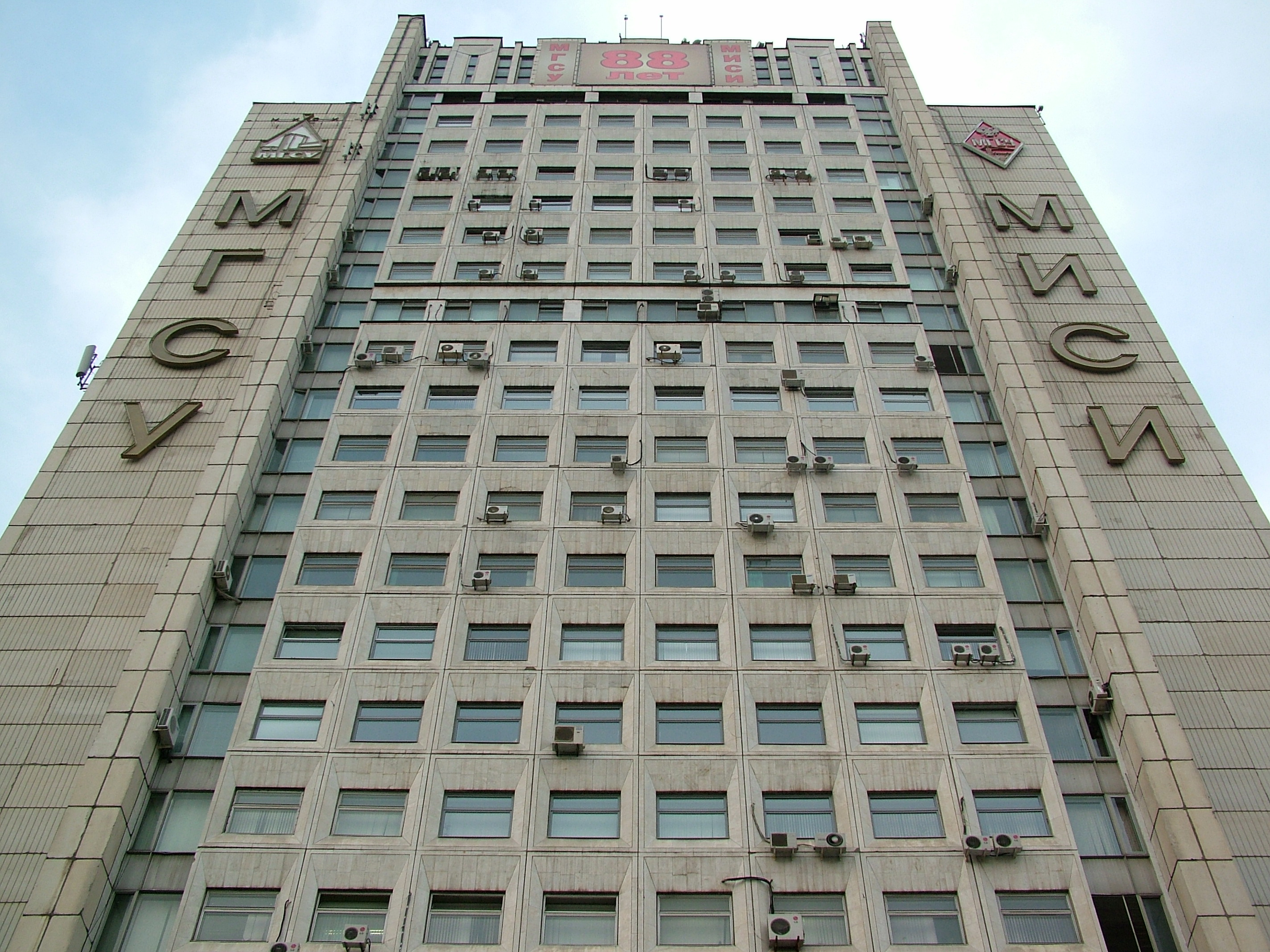
Verwaltungsturm

Das 1921 gegründete Moskauer Bauingenieurinstitut ging aus der älteren, 1907 gegründeten Mittleren Zivilingenieursschule hervor. Die zuerst eingerichteten Fachbereiche umfassten Wasserversorgung und Abwasserentsorgung, Hydrotechnisches und spezielles Ingenieurwesen, Heizungs- und Gasversorgung sowie Belüftung und Mechanisierung und Automatisierung des Bauingenieurwesens.
Um 1933 unterrichteten bereits rund 600 Lehrkräfte mehr als 5000 Studenten. Zu dieser Zeit entstanden die ersten Lehrbücher der von der Universität angebotenen Themen, wurden große Forschungslabore für Aufbaustudien eingerichtet. Zwischen 1935 und 1993 lautete der vollständige Name der Universität Moskowski inschenerno-stroitelny institut im. W.W. Kuibyschewa (MISI).
Nach dem Zweiten Weltkrieg wuchs der Universitätsbetrieb, die Zahl der Studiengänger und der Lehrenden rasch an, wurden neue Abteilungen und Fakultäten angegliedert insbesondere zur Grundlagenforschung. Hierzu ging das Institut unter anderem verschiedene wissenschaftliche Partnerschaften mit russischen und ausländischen Hochschulen ein.
Als eines der interessantesten Angebote in der Geschichte der Forschungseinrichtung MGSU hebt die Universität die ab 1956 jährlich während der Sommersemester gebildeten Studententeams hervor, die seitdem während des Studiums gemeinsam praktische Erfahrungen auf verschiedenen Baustellen in Russland sammeln können.
In den 1960er und 1970er Jahren kamen neue Fachgebiete hinzu wie etwa Wärme- und Energie-Ingenieurwesen, Automatisierte Systeme oder Kontrollanlagen, zudem wurden neue Studentenwohnheime und in der Region um Moskau neue Unterrichtseinrichtungen gebaut.
Aufbauend auf den Erfahrungen mit dem Institut wurde 1988 die Education and Methodics Association gebildet, die 28 technische Institute und Hochschulen für das Bauingenieurwesen sowie tausende industrielle, polytechnische und technologische russische Institute und Ableger dieser Einrichtungen umfasst. Nur wenige Jahre später wurde 1991 die supranational ausgerichtete International Association of Institutions of Higher Education in Civil Engineering gegründet, dessen Rektor heute (Stand: Juni 2015) Andrei Wolkow ist.